# Fgura United Football Club
Il Fgura United Football Club è una società calcistica maltese avente sede nella città di Fgura.
Fondata nel 1971, la squadra non ha mai disputato un campionato nella massima serie. Dalla stagione 2019-20 milita nella seconda serie del campionato maltese, nella quale è stato promosso al termine della precedente stagione.

## Palmarès

### Altri piazzamenti
- Second Division (Malta):

Secondo posto: 2018-2019
- Third Division (Malta):

Secondo posto: 2011-2012